# Scientific American
Scientific American (nach ISO 4 abgekürzt: Sci. Am.) ist eine der ältesten und weltweit angesehensten populärwissenschaftlichen Zeitschriften.

## Geschichte

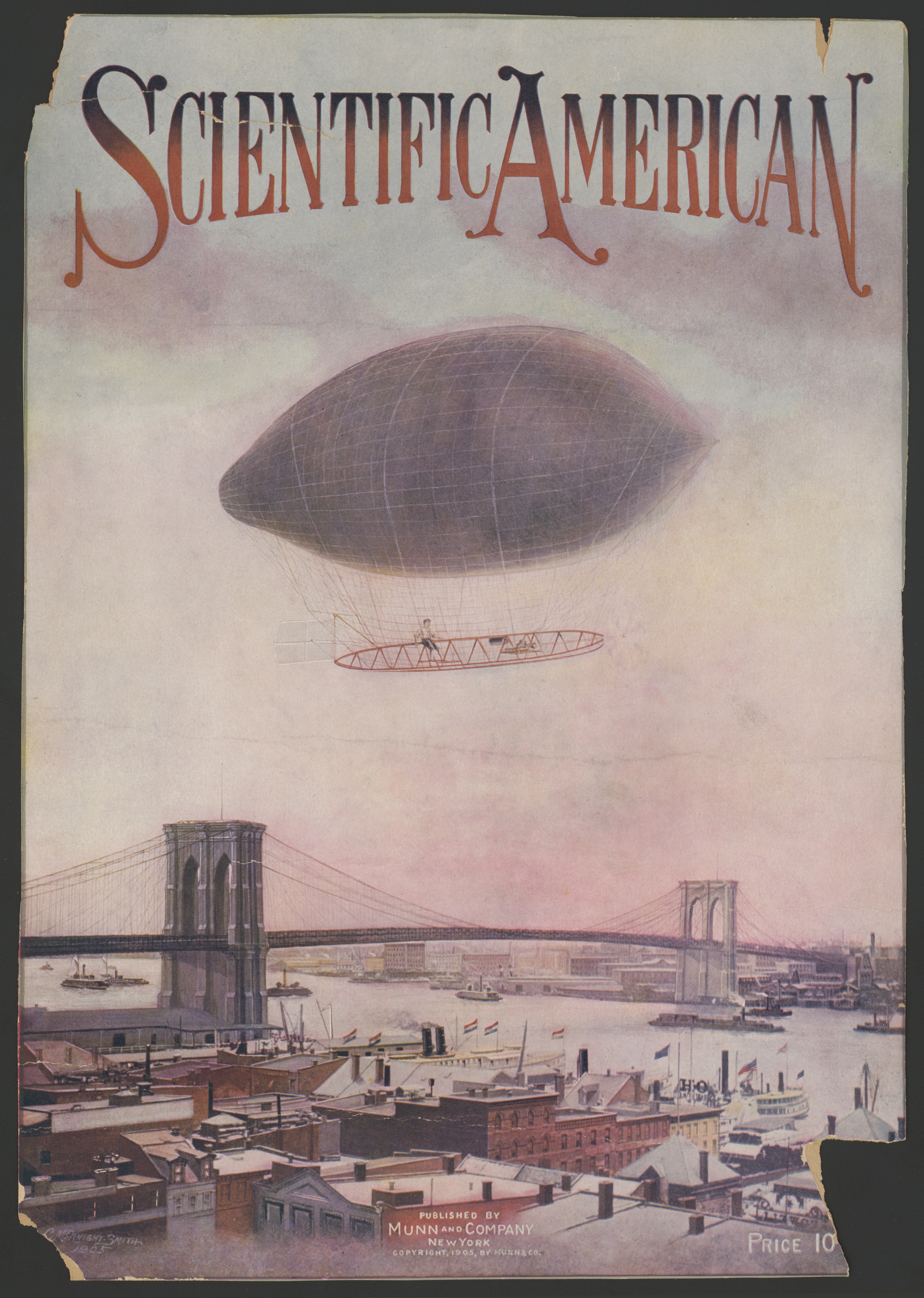
Titelbild der Scientific American aus 1905

Scientific American wurde von Rufus Porter gegründet und erschien seit dem 28. August 1845 in den USA anfangs als vierseitige Wochenzeitung.
Zunächst beschäftigte sich das Magazin mit neuen Patenten, die in den USA angemeldet wurden. Später wandte man sich wissenschaftlichen Arbeiten zu, die, redaktionell entsprechend aufgearbeitet, dem breiten Publikum verständlich dargestellt werden. Renommierte Wissenschaftler, wie z. B. Albert Einstein, haben dort Artikel veröffentlicht. Die Hauptartikel werden sogar grundsätzlich von auf ihrem Gebiet anerkannten Wissenschaftlern verfasst, in der Regel wurden dazu diejenigen eingeladen, denen der dargestellte Forschungsfortschritt zu verdanken ist bzw. die daran beteiligt waren.
1986 wurde die Nature Publishing Group mit der Scientific American an die Verlagsgruppe Georg von Holtzbrinck verkauft.
Chefredakteur (englisch editor-in-chief) war von 1994 bis 2009 John Rennie und von 2009 bis September 2019 Mariette DiChristina. Seit April 2020 war Laura Helmuth Chefredakteurin, die aber im November 2024 zurücktrat, nachdem sie im Zusammenhang mit dem Wahlsieg Donald Trumps bei der US-Präsidentschaftswahl 2024 einige seiner Unterstützer als „Faschisten“ bezeichnet hatte. Zu den bekannten Kolumnisten gehörten u. a. Martin Gardner (Mathematik-Kolumne, fortgesetzt von Douglas Hofstadter), John Horgan, Kate Marvel.
Vor der US-Präsidentschaftswahl 2020 hat Scientific American erstmals eine Wahlempfehlung abgegeben und dies mit Donald Trumps „Ablehnung gegenüber Evidenz und Wissenschaft“ begründet.

## Internationale Ausgaben
1968 wurde die italienische Ausgabe, Le Scienze eingeführt. Nikkei Science folgte 1971.
Seit 1976 gibt es eine spanische (Investigación y Ciencia), seit 1977 eine französische (Pour la Science) und seit 1978 eine deutsche Ausgabe von Scientific American unter dem Titel Spektrum der Wissenschaft.
Seit 1979 gibt es Kexue (科学,  Kèxué – „Wissenschaft“), die erste westliche Zeitschrift in der VR China. 1983 erschien erstmals W mire nauki in der damaligen Sowjetunion.

## Scientific American Supplement
Von 1876 bis 1919 gab die Zeitschrift Scientific American eine wöchentliche Ausgabe heraus.